# ناپاخانگه
ناپاخانگه (به لاتین: Napachanie) یک روستا در لهستان است که در گمینا روکیتنگتسا (استان لهستان بزرگ‌تر) واقع شده‌است. ناپاخانگه ۴۶۰ نفر جمعیت دارد.